# Кајманска Острва
Кајманска Острва (енгл. Cayman Islands) су прекоморска територија Уједињеног Краљевства у западном делу Карипског мора. Састоје се од острва Велики Кајман (Grand Cayman), Кајман Брак (Cayman Brac) и Мали Кајман (Little Cayman). Острва су позната као главни међународни центар за избегавање пореза (offshore banking).

## Географија
Острва су добили име по кајманима, једној врсти гуштера које су Европљани у почетку забуном сматрали посебном врстом крокодила. Група острва се састоји од три острва: Велики Кајман, Мали Кајман и Кајман Брац, а лежи око 750 km јужно од Мајамија на Флориди односно око 300 km северозападно од Јамајке. Острва се простиру на површини од око 260 km² при чему највећи део од 198 km² отпада на Велики Кајман. Острва су у ствари врхови подводног гребена који се протеже све до Кубе. Кариби овдје нуде најбоље могућности за роњење, рајске плаже и могућности риболова на отвореном мору на највишем нивоу.
Сва три острва имају аеродроме.

## Становништво
Око 90% укупно 27.000 становника живе на највећем острву, Великом Кајману. Векови заједничког живота на острвима створила су шаролико становништво, врло поносно на квалитетан суживот без обзира на различито поријекло појединих група острвљана. Обичаји и навике становништва још су увијек под снажним утицајем усељеника из 18. века, који су дошли с Британских острва.

## Историја
Колумбови бродови су 10. маја 1503. скренули са жељеног курса и наишли на ова острва. Названи су „Лас Тортугас“ по једној врсти корњача које су живеле на острвима. Међутим, острва су насељена тек у 17. веку са Јамајке. Кад је велико суседно острво постало независно, становници Кајманских острва одлучили су другачије: постали су колонија британске круне и добили гувернера. Од 1962. Кајманска острва имају статус крунске колоније с унутрашњом самоуправом.